# 아삼 락사

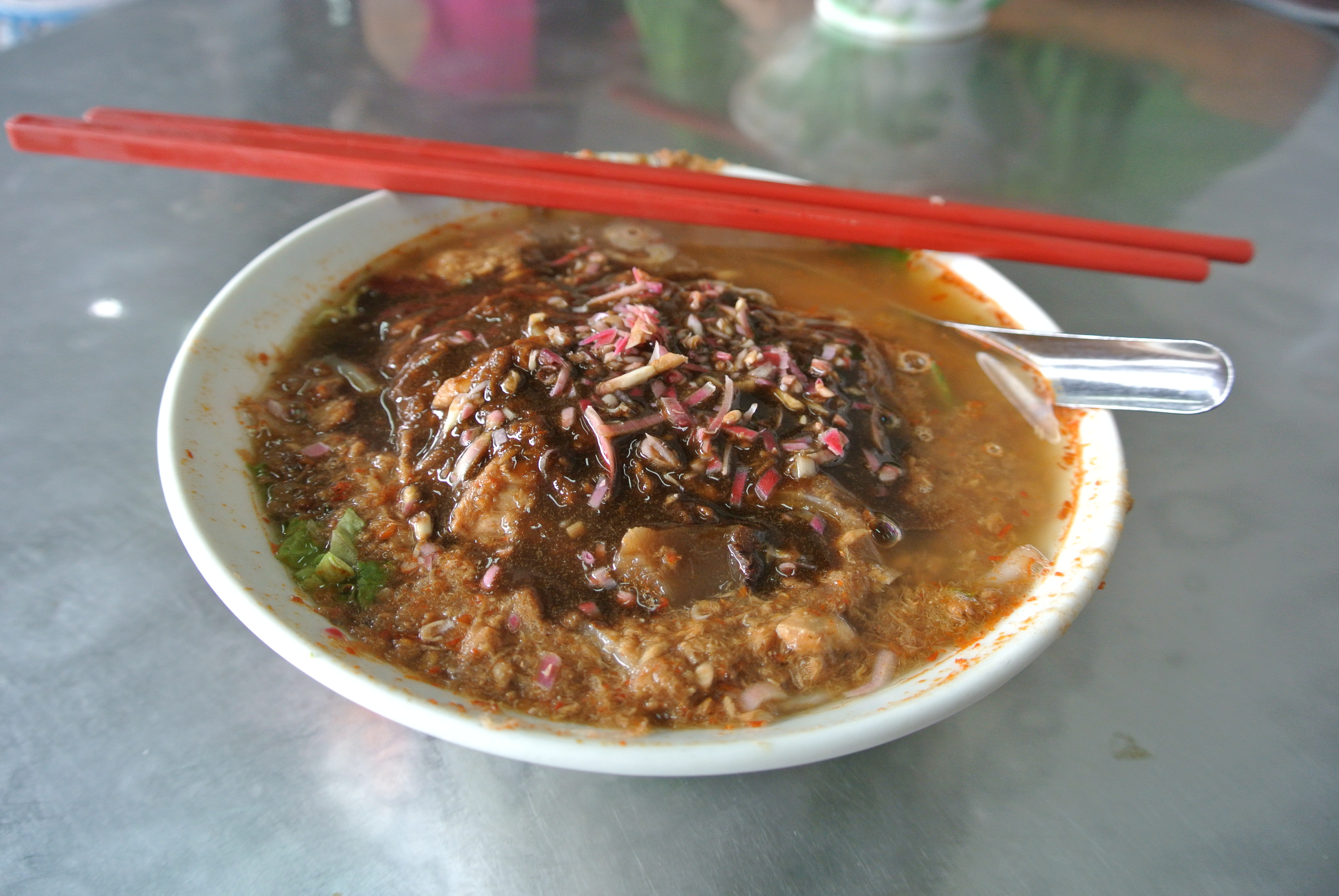
아삼 락사

아삼 락사(말레이어: asam laksa) 또는 락사 피낭(말레이어: laksa Pinang), 락사 풀라우피낭(말레이어: laksa Pulau Pinang)은 말레이시아의 국수 요리이다. 국물국수인 락사의 일종이며, 말레이시아 피낭주 음식이다. 말레이어 "아삼(asam)"은 "시다"는 뜻이며, 인도의 아삼 지역과는 관계가 없다. 매콤새콤한 생선국물이 특징인 쌀국수 요리로, 피낭주의 대표적인 길거리 음식이기도 하다. 고등어 같은 등푸른생선을 타마린드, 라우람, 레몬그래스, 큰고량강, 칸탄, 고추, 블라찬(새우장)과 함께 푹 익힌 다음, 뼈를 바르고 생선살을 으깨서 다시 국물에 섞는든다. 오이, 파인애플, 민트, 양파, 상추, 프티스 우당 등을 곁들여 낸다.

## 같이 보기
- 락사 사라왁
- 카리 락사